# E3 Harelbeke 2014
La E3 Harelbeke 2014 va ser la 57a edició de la E3 Harelbeke. La cursa es disputà el 28 de març de 2014 sobre una distància de 212,2 quilòmetres, sent la sisena prova de l'UCI World Tour 2014. La cursa fou guanyada per primera vegada per l'eslovac Peter Sagan (Cannondale), en imposar-se clarament a l'esprint entre els quatre membres d'una escapada. La segona posició fou pel neerlandès Niki Terpstra (Omega Pharma-Quick Step), mentre la tercera fou pel gal·lès Geraint Thomas (Team Sky).

## Equips
En ser l'E3 Harelbeke una prova de l'UCI World Tour, els 18 UCI ProTeams són automàticament convidats i obligats a prendre-hi part. A banda, set equips són convidats a prendre-hi part per formar un pilot de 25 equips. Aquests 25 equips són:
| Núm.    | Codi | Equip                   |
| ------- | ---- | ----------------------- |
| 1-8     | TFR  | Trek Factory Racing     |
| 11-18   | CAN  | Cannondale              |
| 21-28   | BMC  | BMC Racing Team         |
| 31-38   | ALM  | AG2R La Mondiale        |
| 41-48   | AST  | Astana Qazaqstan Team   |
| 51-58   | BEL  | Belkin Pro Cycling Team |
| 61-68   | FDJ  | FDJ                     |
| 71-78   | GRS  | Garmin-Sharp            |
| 81-88   | LAM  | Lampre-Merida           |
| 91-98   | LTB  | Lotto-Belisol           |
| 101-108 | MOV  | Movistar Team           |
| 111-118 | OPQ  | Omega Pharma-Quick Step |
| 121-128 | OGE  | Orica-GreenEDGE         |

| Núm.    | Codi | Equip                       |
| ------- | ---- | --------------------------- |
| 131-138 | EUC  | Team Europcar               |
| 141-148 | GIA  | Giant-Shimano               |
| 151-158 | KAT  | Team Katusha                |
| 161-168 | SKY  | Team Sky                    |
| 171-178 | TSC  | Team Tinkoff-Saxo           |
| 181-188 | AND  | GW Erco Shimano             |
| 191-198 | COF  | Cofidis                     |
| 201-208 | IAM  | IAM Cycling                 |
| 211-218 | MTN  | MTN Qhubeka                 |
| 221-228 | TSV  | Topsport Vlaanderen-Baloise |
| 231-238 | UTC  | UnitedHealthcare            |
| 241-248 | WGG  | Wanty-Groupe Gobert         |

## Recorregut
La cursa comença i acaba a Harelbeke. Durant el trajecte els ciclistes hauran de superar un total de 17 cotes, dues més que el 2013. La primera ascensió és el Katteberg, al quilòmetre 33 de cursa, i la darrera el Tiegemberg, a 15 quilòmetres de meta.
| Núm. | Nom                 | Km    | Paviment | Llargada (m) | Pendent mitjana | Pendent màxim | Km fins a l'arribada |
| ---- | ------------------- | ----- | -------- | ------------ | --------------- | ------------- | -------------------- |
| 1    | Katteberg           | 33,7  | asfalt   | 600          | 6,7%            |               | 178,5                |
| 2    | Leberg              | 43,1  | asfalt   | 700          | 6,1%            | 14%           | 169,1                |
| 3    | La Houppe           | 101,7 | asfalt   | 3.440        | 3,32%           | 10%           | 110,5                |
| 4    | Berg ten Stene      | 110,3 | asfalt   | 1.560        | 7,3%            | 17%           | 101,9                |
| 5    | Boigneberg          | 114,9 | asfalt   | 2.180        | 5,8%            | 15%           | 97,3                 |
| 6    | Eikenberg           | 119,1 | pavès    | 1.200        | 5,6%            | 11%           | 93,1                 |
| 7    | Stationsberg        | 124,8 | pavès    | 460          | 3,2%            | 5,7%          | 87,4                 |
| 8    | Taaienberg          | 129,4 | pavès    | 1.250        | 9,5%            | 18%           | 82,8                 |
| 9    | Knokteberg          | 144,4 | asfalt   | 1.530        | 5,3%            | 13,3%         | 67,8                 |
| 10   | Hotondberg          | 148,4 | asfalt   | 1.200        | 4%              |               | 63,8                 |
| 11   | Rotelenberg         | 156,8 | asfalt   | 1.100        | 3%              |               | 55,4                 |
| 12   | Kortekeer           | 158,4 | asfalt   | 1.000        | 6,4%            |               | 53,8                 |
| 13   | Kapelberg           | 170,8 | pavès    | 1.260        | 7,14%           | 14%           | 41,4                 |
| 14   | Paterberg           | 174,9 | pavès    | 362          | 12%             | 20%           | 37,3                 |
| 15   | Oude Kwaremont      | 179,1 | pavès    | 2.200        | 4,2%            | 11%           | 33,1                 |
| 16   | Karnemelkbeekstraat | 185,5 | asfalt   | 1.530        | 4,2%            |               | 26,7                 |
| 17   | Tiegemberg          | 196,5 | asfalt   | 1.000        | 6,6%            | 9%            | 15,7                 |

## Classificació final
|    | Ciclista                | Equip                   | Temps      | Punts UCI |
| -- | ----------------------- | ----------------------- | ---------- | --------- |
| 1  | Peter Sagan (SVK)       | Cannondale              | 4h 56' 31" | 80        |
| 2  | Niki Terpstra (NED)     | Omega Pharma-Quick Step | m. t.      | 60        |
| 3  | Geraint Thomas (GBR)    | Team Sky                | m. t.      | 50        |
| 4  | Stijn Vandenbergh (BEL) | Omega Pharma-Quick Step | m. t.      | 40        |
| 5  | Sep Vanmarcke (BEL)     | Belkin Pro Cycling Team | + 1' 16"   | 30        |
| 6  | Tony Gallopin (FRA)     | Lotto-Belisol           | + 1' 16"   | 22        |
| 7  | Borut Božič (SLO)       | Astana Qazaqstan Team   | + 1' 19"   | 14        |
| 8  | Tyler Farrar (USA)      | Garmin-Sharp            | + 1' 19"   | 10        |
| 9  | Fabian Cancellara (SUI) | Trek Factory Racing     | + 1' 19"   | 6         |
| 10 | Greg Van Avermaet (BEL) | BMC Racing Team         | + 1' 19"   | 2         |